# Idalys Ortíz
Idalys Ortíz Boucurt (Pinar del Río, 27 september 1989) is een Cubaans judoka, die haar vaderland driemaal op rij vertegenwoordigde bij de Olympische Spelen: in 2008 (Peking), 2012 (Londen) en 2016 (Rio de Janeiro). Op haar bronzen medaille in Peking volgde de gouden plak in Londen. In de eindstrijd van de klasse boven 78 kilogram was Ortíz te sterk voor de Japanse Mika Sugimoto, nadat ze in de halve finale had afgerekend met titelverdedigster Tong Wen uit China.

## Erelijst

### Olympische Spelen
- – 2008 Peking, China (+ 78 kg)
- – 2012 Londen, Verenigd Koninkrijk (+ 78 kg)
- – 2016 Rio de Janeiro, Brazilië (+ 78 kg)
- – 2020 Tokio, Japan (+ 78 kg)

### Wereldkampioenschappen
- – 2009 Rotterdam, Nederland (+ 78 kg)
- – 2010 Tokio, Japan (+ 78 kg)
- – 2014 Tsjeljabinsk, Rusland (+ 78 kg)

### Pan-Amerikaanse Spelen
- – 2011 Guadalajara, Mexico  (+ 78 kg)
- – 2015 Mississauga, Canada (+ 78 kg)

### Pan-Amerikaanse kampioenschappen
- – 2007 Montreal, Canada (Open klasse)
- – 2008 Miami, Verenigde Staten (+ 78 kg)
- – 2009 Buenos Aires, Argentinië (+ 78 kg)
- – 2009 Buenos Aires, Argentinië (Open klasse)
- – 2010 San Salvador, El Salvador (+ 78 kg)
- – 2010 San Salvador, El Salvador (Open klasse)
- – 2011 Guadalajara, Mexico  (+ 78 kg)
- – 2012 Montreal, Canada (+ 78 kg)
- – 2013 San José, Costa Rica (+ 78 kg)
- – 2014 Guayaquil, Ecuador (+ 78 kg)
- – 2015 Edmonton, Canada (+ 78 kg)
- – 2016 Havana, Cuba (+ 78 kg)
- – 2018 San José, Costa Rica (+ 78 kg)
- – 2019 Lima, Peru (+ 78 kg)

1992: Zhuang Xiaoyan ·
1996: Sun Fuming ·
2000: Yuan Hua ·
2004: Maki Tsukada ·
2008: Tong Wen · 
2012: Idalys Ortíz · 
2016: Émilie Andéol · 
2020: Akira Sone · 
2024: Beatriz Souza